# Болехівська синагога

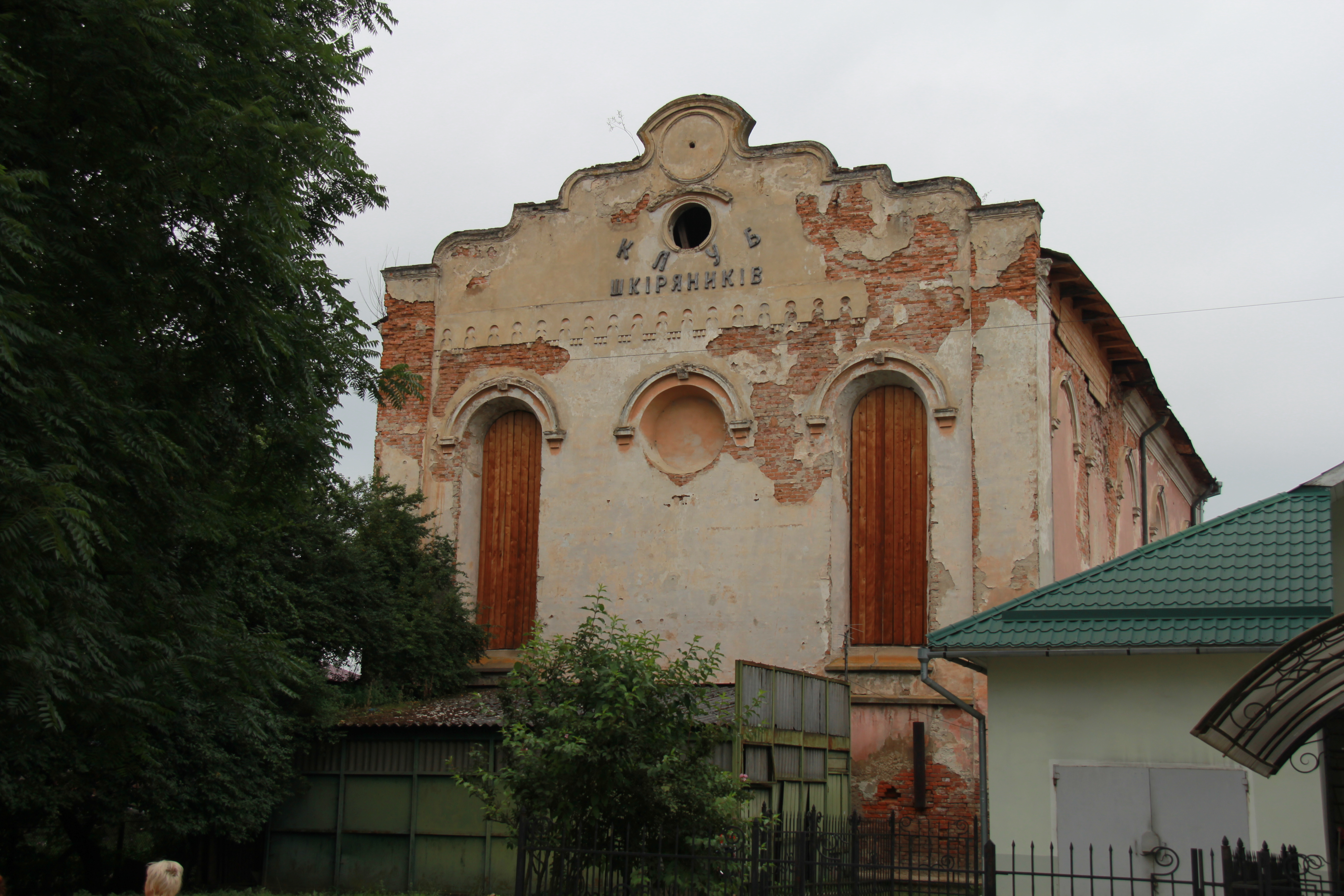
Східна сторона (2016)

Боле́хівська синаго́га — синагога, розташована в місті Болехів Івано-Франківської області, побудована 1789 року. Синагога була побудована на захід від ринкової площі, на місці старої дерев'яної синагоги.

## Історія
Єврейський квартал існував у місті Болехів ще до 1601 року. Квартал знаходився в південно-східному куті міста, там було споруджено й синагогу. 1612 року власник і фундатор міста Микола Гедзимський надав єврейській громаді привілей на землю під цвинтар і синагогу. Перша дерев'яна синагога згоріла 1670 року під час нападу татарів. 1789 року на місці дерев'яної було споруджено кам'яну синагогу, проте вже 1796 року синагогу довелося ремонтувати, а 1808 року синагога зазнала повної перебудови. 
З Болехівською синагогою пов'язана діяльність видатного громадського і релігійного діяча, ректора місцевиої єшиви, письменника Дов-Бера Біркенталя, а також засновника рабинської династії, Якуба Йокла Горовіца. 
Після завершення Другої світової війни за призначенням не використовувалася. Протягом багатьох років будівля стоїть порожньою, поступово зазнає все більших руйнувань. 
1993 року архітектори Я. Микитин і М. Король проводили натурні обстеження та обміри будівлі.